# Viderups slott
Viderups slott (eller Vidarps slott) är ett slott i Gårdstånga socken i Eslövs kommun.
Viderup, förr stavat Hviderup (eller Hvidarp), uppfördes i början av 1600-talet av Anna Brahe. Huvudbyggnaden är i renässansstil. Den har två våningar och omger tillsammans med två envåningsflyglar en borggård som är öppen mot norr. Slottet ligger på en rektangulär borgholme med breda vallgravar, som får sitt vatten från Kävlingeån. Slottet är i sina huvuddrag bevarat intill vår tid.

## Historia
På 1500-talet innehades Gårdstånga län och en del av nuvarande Viderup av släkten Parsberg. En medlem, Verner Parsberg, blev på 1560-talet den egentlige grundaren av säteriet genom att köpa samman godset av den danska kronan. 1604 såldes det av Holger Jensen Ulfstand till Löberöds ägare, Sten Maltesen Sehested. Hans änka, Anna Brahe, som byggde slottet 1617–1623, efterträddes av sin systerson Henrik Ramel på Bäckaskog och Löberöd. Hans släkt innehar fortfarande Viderup. Godset skildes 1799 från Löberöd, efter Hans Ramels död. Det omnämns, under namnformen Vidarp, i sången Skånska slott och herresäten. Viderup är även en av inspelningsplatserna för Bengt Bergs stumfilmsdokumentär Storkarna (1920), som bland annat skildrar storkarna som då bodde på taket till slottet.

## Viderup idag
Viderup drivs i dag som ett stort modernt jordbruk. De senaste åren har man genomfört stora investeringar i bland annat ett vindkraftverk, en halmpanna och en ny maskinhall med verkstad. Godset är fortfarande i släkten Ramels ägo.

## Bilder

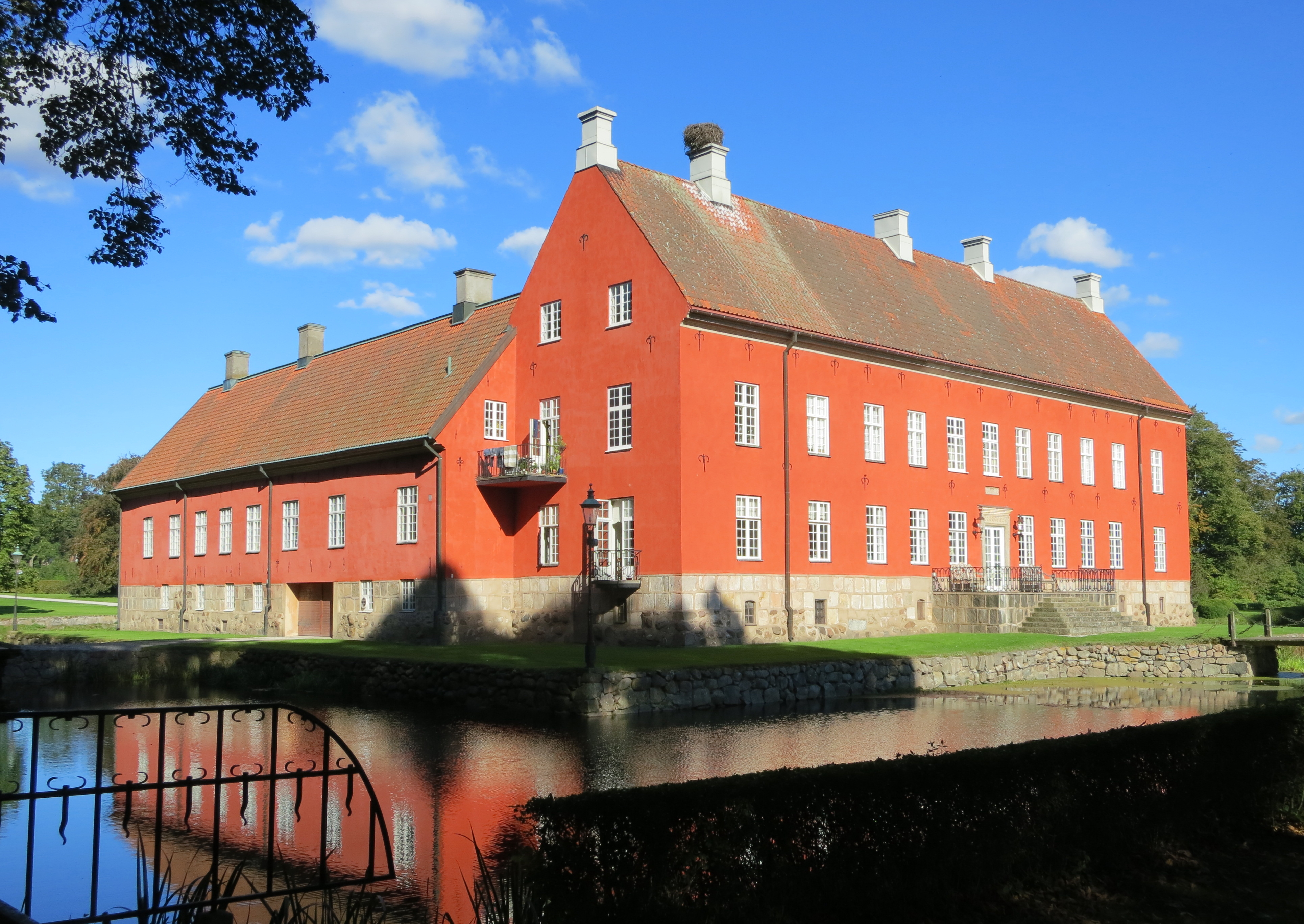
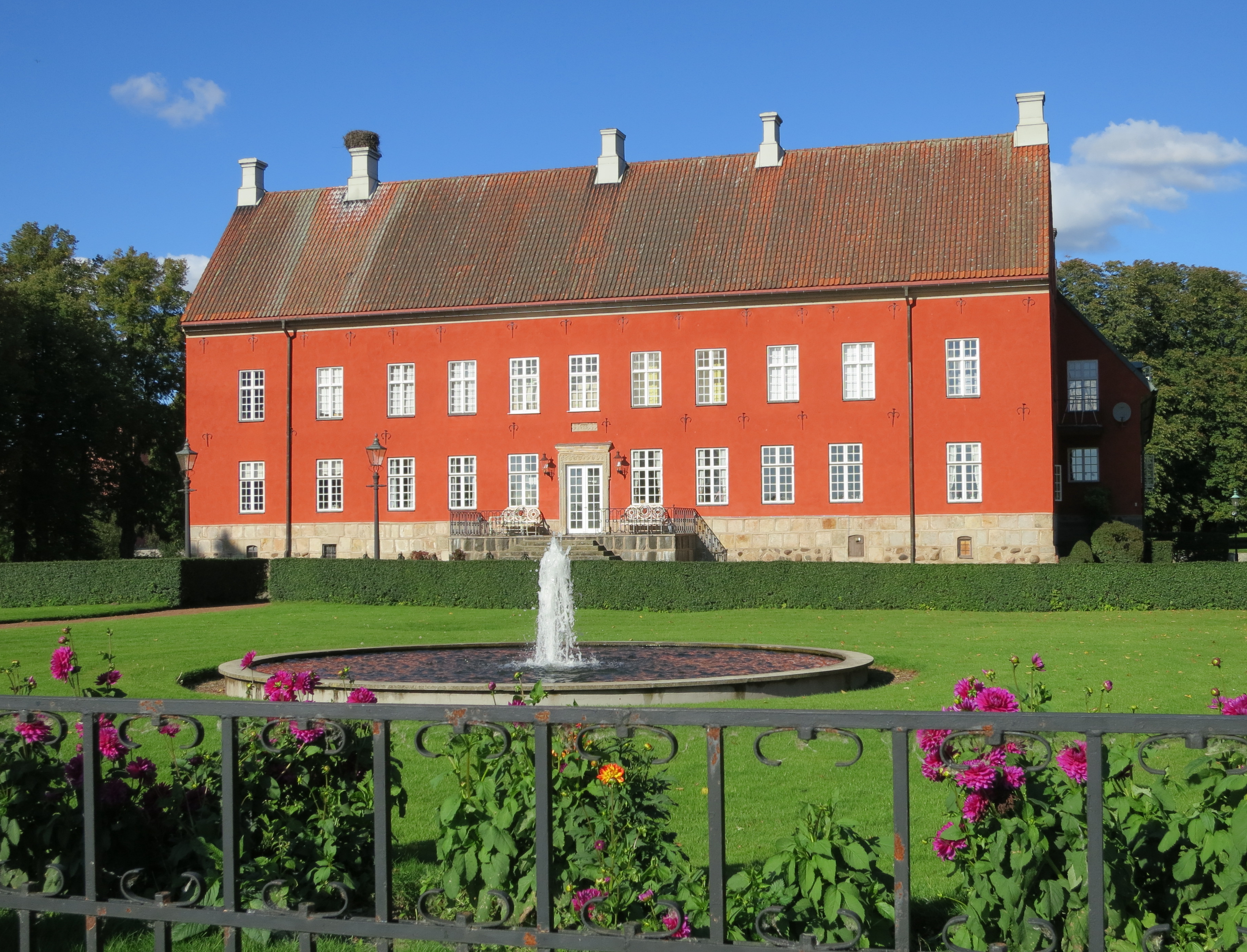
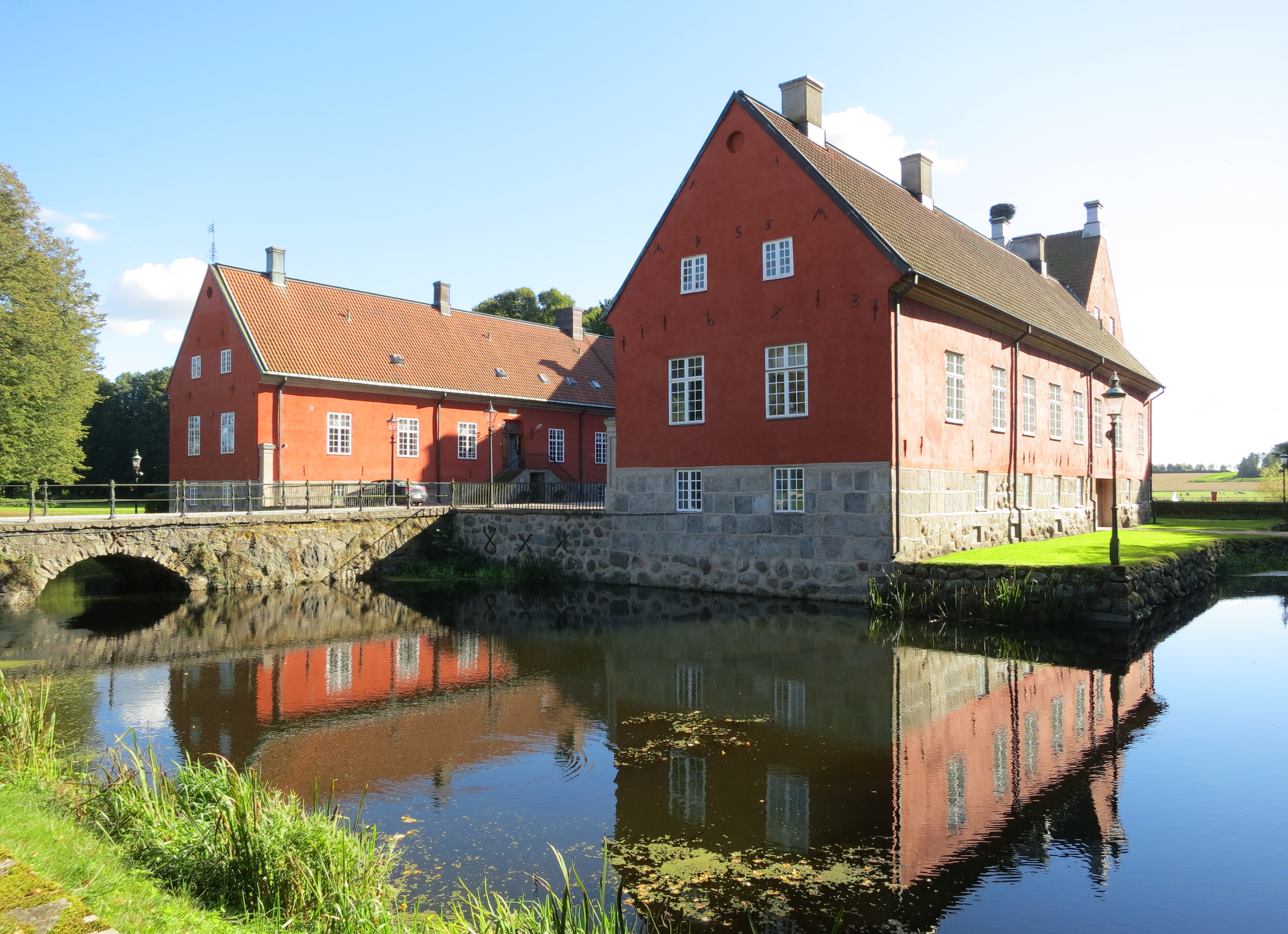